# British Fashion Council
Das British Fashion Council (BFC) ist eine gemeinnützige Organisation mit Hauptsitz in London, die 1983 zum Zweck der Förderung britischen Modedesigns gegründet wurde. Die Vorsitzende ist seit 2018 Stephanie Phair.

## Aufgaben
Die Organisation befasst sich in vielen Bereichen um die Entwicklung der Mode in Großbritannien.
Die wohl die drei wichtigsten Aufgaben des BFC sind:

### British Fashion Awards
Das BFC ehrt während der British Fashion Awards die Menschen, die im vorangegangenen Jahr eine herausragende Leistung in der Modeindustrie vollbracht haben. Die Auszeichnungen betreffen alle Bereiche der Modebranche, wie die Verleihung des British Accessory Designer of the Year. Die Königskategorie ist jedoch die Auszeichnung als Designer of the Year, die schon Persönlichkeiten wie Alexander McQueen und Stella McCartney erhielten. Sponsoren wie Canon, American Express und Vodafone unterstützen den BFC bei der Ausrichtung der Verleihungen.

### London Fashion Week
Mit Hilfe diverser Sponsoren hat das BFC die London Fashion Week erstmals 1984 organisiert und es seitdem geschafft, dass die Veranstaltung, die zwei Mal im Jahr stattfindet, neben den Schauen in Paris, New York und Mailand zu den Big Four gehört, den weltwichtigsten Modeschauen. Das BFC hat durch eine digitale Liveübertragung der Shows ein Programm geschaffen, das von Modebeinteressierten aus der ganzen Welt gesehen werden kann.

### Förderung von Modeuniversitäten und Jungdesignern
Das BFC sorgt für eine Verbesserung der Lehre an britischen Modeuniversitäten und versucht, Industrie und Universitäten näher zusammenzubringen, um eine Lehre mit wirtschaftlichem Bezug zu schaffen. Außerdem bietet der BFC Wettbewerbe und Stipendien für Studenten an. Einmal im Jahr wird außerdem der Fashion Fund vergeben, eine Unterstützung an einen Jungdesigner in Höhe von 200.000 Pfund. Diese Aktion subventionieren unter anderem Unternehmen wie Burberry, Topshop und die Zeitschrift Vogue.